# Vladimír Miko
Vladimír Miko (22. března 1943, Krupina – 30. prosince 2017, Praha) byl československý stolní tenista. Byl dvojnásobným mistrem Evropy ve čtyřhře, v roce 1964 vybojoval zlato na šampionátu v Malmö ve dvojici s Jaroslavem Staňkem, v roce 1966 v Londýně v mixu s Martou Lužovou. Z evropského šampionátu přivezl ještě tři stříbrné (1966 ze singlu, 1966 z debla, 1964 z mixu) a dvě bronzové medaile (1960, 1964; obě ze soutěže družstev). Má též bronz z mistrovství světa ve Stockholmu v roce 1967, opět z deblu se Staňkem. Zúčastnil se pěti ME a pěti MS. Měl patnáct singlových titulů mistra Československa. Dvakrát se umístil v první desítce ankety Sportovec roku (1964 – 10. místo, 1966 – 7. místo). Po skončení hráčské kariéry se věnoval trénování, v letech 1971–1973 vedl lucemburskou reprezentaci, poté od roku 1973 až do roku 1990 reprezentaci československou. Milana Orlowského přivedl roku 1974 k titulu mistra Evropy, Ilonu Uhlíkovou a Milana Orlowského k evropskému zlatu roku 1980, dvojici Jindřich Panský a Marie Hrachová k titulu mistrů Evropy v roce 1986 atd. V roce 2014 byl in memoriam uveden do Síně slávy českého stolního tenisu.